# Liste der Stolpersteine in Kamen
Die Liste der Stolpersteine in Kamen enthält die Stolpersteine, die im Rahmen des gleichnamigen Kunst-Projekts von Gunter Demnig in Kamen verlegt wurden. Mit ihnen soll an die Opfer des Nationalsozialismus erinnert werden, die in Kamen lebten und wirkten.

## Liste der Stolpersteine
| Name                  | Adresse                 | Bild                                   | Inschrift | Verlegedatum  | Biografie und Anmerkungen |
| --------------------- | ----------------------- | -------------------------------------- | --- | ------------- | ------------------------- |
| Felix Reinberg        | Adenauerstraße 6 ·      | Stolperstein für Felix Reinberg        | Hier wohnte Felix Reinberg Jg. 1904 Flucht Holland 1936 deportiert 1943 Auschwitz Buchenwald Todesmarsch tot April 1945                                    |               |                           |
| Berta Reinberg        | Adenauerstraße 6 ·      | Stolperstein für Berta Reinberg        | Hier wohnte Berta Reinberg geb. Frankenthal Jg. 1862 Flucht Holland 1938 ermordet 1943 in Westerbork                                                       |               |                           |
| Friederike Hony       | Adenauerstraße 13 ·     | Stolperstein für Friederike Hony       | Hier wohnte Friederike Hony Jg. 1867 deportiert 1942 Theresienstadt ermordet 6.10.1942                                                                     |               |                           |
| Leo Erich Hony        | Adenauerstraße 13 ·     | Stolperstein für Leo Erich Hony        | Hier wohnte Leo Erich Hony gen. Kaufmann Jg. 1906 verhaftet 9.1.1938 Sachsenhausen deportiert 1942 ermordet 1943 Auschwitz                                 |               |                           |
| Laura Meyer           | Bahnhofstraße 7 ·       | Stolperstein für Laura Meyer           | Hier wohnte Laura Meyer geb. Rosenberg Jg. 1884 deportiert 1942 Riga ermordet                                                                              |               |                           |
| Richard Meyer         | Bahnhofstraße 7 ·       | Stolperstein für Richard Meyer         | Hier wohnte Richard Meyer Jg. 1880 verhaftet 9.1.1938 tot 1938 auf dem Transport nach Sachsenhausen                                                        |               |                           |
| Karl Langstadt        | Bahnhofstraße 12 ·      | Stolperstein für Karl Langstadt        | Hier wohnte Karl Langstadt Jg. 1868 Flucht 1939 Holland interniert Westerbork deportiert 1943 Sobibor ermordet 14.5.1943                                   |               |                           |
| Johanna Langstadt     | Bahnhofstraße 12 ·      | Stolperstein für Johanna Langstadt     | Hier wohnte Johanna Langstadt geb. Stern Jg. 1880 unfreiwillig verzogen 1934 Dinslaken tot 1.3.1937                                                        |               |                           |
| Fritz Langstadt       | Bahnhofstraße 12 ·      | Stolperstein für Fritz Langstadt       | Hier wohnte Fritz Langstadt Jg. 1903 Flucht 1936 Holland interniert Westerbork deportiert 1944 Auschwitz Buchenwald befreit                                |               |                           |
| Robby Langstadt       | Bahnhofstraße 12 ·      | Stolperstein für Robby Langstadt       | Hier wohnte Robby Langstadt Jg. 1938 interniert Westerbork deportiert 1944 ermordet in Auschwitz                                                           | 29. Juni 2021 |                           |
| Hilde Bertha Wertheim | Bahnhofstraße 12 ·      | Stolperstein für Hilde Bertha Wertheim | Hier wohnte Hilde Bertha Wertheim Jg. 1912 Flucht 1936 Holland interniert Vught deportiert 1944 Auschwitz befreit                                          | 29. Juni 2021 |                           |
| Albert Keil           | Bahnhofstraße 25 ·      |                                        | Hier wohnte Albert Keil Jg. 1883 'Schutzhaft' 1933 KZ Schönhausen 1938 KZ Sachsenhausen deportiert 1942 Riga ermordet                                      | 17. Dez. 2023 |                           |
| Hedwig Keil           | Bahnhofstraße 25 ·      |                                        | Hier wohnte Hedwig Keil geb. Rhein Jg. 1886 deportiert 1942 Riga ermordet                                                                                  | 17. Dez. 2023 |                           |
| Hans Herrmann         | Gartenplatz 9 ·         | Stolperstein für Hans Herrmann         | Hier wohnte Hans Herrmann Jg. 1925 Flucht 1938 England überlebt                                                                                            |               |                           |
| Hugo Herrmann         | Gartenplatz 9 ·         | Stolperstein für Hugo Herrmann         | Hier wohnte Hugo Herrmann Jg. 1889 deportiert 1941 Łodz ermordet 1942 in Chelmno                                                                           |               |                           |
| Irma Herrmann         | Gartenplatz 9 ·         | Stolperstein für Irma Herrmann         | Hier wohnte Irma Herrmann geb. Poortje Jg. 1901 deportiert 1941 Łodz ermordet 1942 in Chelmno                                                              |               |                           |
| Lore Herrmann         | Gartenplatz 9 ·         | Stolperstein für Lore Herrmann         | Hier wohnte Lore Herrmann Jg. 1928 deportiert 1941 Łodz ermordet 1942 in Chelmno                                                                           |               |                           |
| Ernst Eichengrün      | Lünener Straße 244 ·    | Stolperstein für Ernst Eichengrün      | Hier wohnte Ernst Eichengrün Jg. 1894 Flucht 1938 Holland interniert Westerbork deportiert 1943 Theresienstadt ermordet 1944 in Auschwitz                  |               |                           |
| Martha Eichengrün     | Lünener Straße 244 ·    | Stolperstein für Martha Eichengrün     | Hier wohnte Martha Eichengrün geb. Winter Jg. 1900 Flucht 1938 Holland interniert Westerbork deportiert 1943 Theresienstadt ermordet 1944 in Auschwitz     |               |                           |
| Heinz B. Rosenfeld    | Markt 17 ·              | Stolperstein für Heinz B. Rosenfeld    | Hier wohnte Heinz B. Rosenfeld Jg. 1922 vertrieben 1938 Polen Ghetto Krakau 1941 KZ Plaszow-Auschwitz Reichenberg 1944-45 überlebt                         |               |                           |
| Guste Rosenfeld       | Markt 17 ·              | Stolperstein für Guste Rosenfeld       | Hier wohnte Guste Rosenfeld geb. Ferber Jg. 1893 vertrieben 1938 Polen Ghetto Krakau 1941 KZ Plaszow 1942 ermordet 1944 in Auschwitz                       |               |                           |
| Edith Kott            | Markt 17 ·              | Stolperstein für Edith Kott            | Hier wohnte Edith Kott geb. Rosenfeld Jg. 1926 vertrieben 1938 Polen Ghetto Krakau 1941 KZ Plaszow-Auschwitz Reichenberg 1944-45 überlebt                  |               |                           |
| Fabian Rosenfeld      | Markt 17 ·              |                                        | Hier wohnte Fabian Rosenfeld Jg. 1889 eingewiesen Heilanstalt Lengerich 1940 Wunstorf 'verlegt' 27.9.1940 Brandenburg/Havel ermordet 27.9.1940 'Aktion T4' |               |                           |
| Adolf Wolff           | Markt 18 ·              |                                        | Hier wohnte Adolf Wolff Jg. 1883 'Schutzhaft' 1935 tot 14.4.1938                                                                                           |               |                           |
| Fritz Wolff           | Markt 18 ·              |                                        | Hier wohnte Fritz Wolff Jg. 1889 'Schutzhaft' 1938 KZ Sachsenhausen Flucht 1939 USA                                                                        | 17. Dez. 2023 |                           |
| Else Wolff            | Markt 18 ·              |                                        | Hier wohnte Else Wolff geb. Liepmann Jg. 1903 Flucht 1938 USA                                                                                              | 17. Dez. 2023 |                           |
| Fred Wolff            | Markt 18 ·              |                                        | Hier wohnte Fred Wolff Jg. 1926 Flucht 1939 USA | 17. Dez. 2023 |                           |
| Günter Wolff          | Markt 18 ·              |                                        | Hier wohnte Günter Wolff Jg. 1928 Flucht 1939 USA | 17. Dez. 2023 |                           |
| Josephine Nathan      | Ostenmauer 9 ·          | Stolperstein für Josephine Nathan      | Hier wohnte Josephine Nathan geb. Ruhr Jg. 1863 tot 1940 Krankenhaus Kamen Behandlung verweigert                                                           |               |                           |
| Philipp Nathan        | Ostenmauer 9 ·          | Stolperstein für Philipp Nathan        | Hier wohnte Philipp Nathan Jg. 1866 deportiert 1942 Theresienstadt ermordet 1942 in Treblinka                                                              |               |                           |
| Abraham Jacoby        | Reckhof 2 ·             | Stolperstein für Abraham Jacoby        | Hier wohnte Abraham Jacoby Jg. 1866 Flucht 1938 Holland tot 1939                                                                                           |               |                           |
| Cäcilie Jacoby        | Reckhof 2 ·             | Stolperstein für Cäcilie Jacoby        | Hier wohnte Cäcilie Jacoby geb. Windmüller Jg. 1876 Flucht 1938 Holland deportiert 1942 ermordet 1943 in Sobibor                                           |               |                           |
| Kurt Rosenbaum        | Robert-Koch-Straße 42 · | Stolperstein für Kurt Rosenbaum        | Hier wohnte Kurt Rosenbaum Jg. 1908 Lager Paderborn 1942 deportiert 1943 Auschwitz ermordet 29.4.1943                                                      |               |                           |
| Melanie Rosenbaum     | Robert-Koch-Straße 42 · | Stolperstein für Melanie Rosenbaum     | Hier wohnte Melanie Rosenbaum geb. Gottschalk Jg. 1879 deportiert 1942 Zamosc ermordet in Auschwitz                                                        |               |                           |
| Jakob Voos            | Schulstraße 2 ·         | Stolperstein für Jakob Voos            | Hier wohnte Jakob Voos Jg. 1869 deportiert 1942 Theresienstadt ermordet 1942 in Treblinka                                                                  |               |                           |
| Emilie Voos           | Schulstraße 2 ·         | Stolperstein für Emilie Voos           | Hier wohnte Emilie Voos Jg. 1898 deportiert 1942 ermordet in Majdanek                                                                                      |               |                           |
| Leopold Voos          | Schulstraße 2 ·         | Stolperstein für Leopold Voos          | Hier wohnte Leopold Voos Jg. 1899 deportiert 1942 ermordet in Łodz                                                                                         |               |                           |
| Johanna Voos          | Schulstraße 2 ·         | Stolperstein für Johanna Voos          | Hier wohnte Johanna Voos Jg. 1901 Flucht 1939 London überlebt                                                                                              |               |                           |
| Selma Eppinghausen    | Schulstraße 2 ·         | Stolperstein für Selma Eppinghausen    | Hier wohnte Selma Eppinghausen geb. Voos Jg. 1903 deportiert 1942 Riga ermordet 1944 in Stutthof                                                           |               |                           |
| Robert Voos           | Schulstraße 2 ·         | Stolperstein für Robert Voos           | Hier wohnte Robert Voos Jg. 1906 deportiert 1943 Auschwitz ermordet 1943                                                                                   |               |                           |
| Dr. Julius Voos       | Schulstraße 2 ·         | Stolperstein für Dr. Julius Voos       | Hier wohnte Dr. Julius Voos Jg. 1904 deportiert 1943 Auschwitz ermordet 1944                                                                               |               |                           |
| Adolf Sternberg       | Schulstraße 5 ·         | Stolperstein für Adolf Sternberg       | Hier wohnte Adolf Sternberg Jg. 1855 deportiert 1942 Theresienstadt ermordet 1942 in Treblinka                                                             |               |                           |
| Ludwig Sternberg      | Schulstraße 5 ·         | Stolperstein für Ludwig Sternberg      | Hier wohnte Ludwig Sternberg Jg. 1882 deportiert 1942 Zamosc ???                                                                                           |               |                           |
| Emmy Sternberg        | Schulstraße 5 ·         | Stolperstein für Emmy Sternberg        | Hier wohnte Emmy Sternberg geb. Hony Jg. 1885 deportiert 1942 Zamosc                                                                                       |               |                           |
| Johanna Sternberg     | Schulstraße 5 ·         | Stolperstein für Johanna Sternberg     | Hier wohnte Johanna Sternberg Jg. 1885 deportiert 1942 Zamosc ???                                                                                          |               |                           |
| Friedrich Sternberg   | Schulstraße 5 ·         | Stolperstein für Friedrich Sternberg   | Hier wohnte Friedrich Sternberg Jg. 1915 deportiert 1942 Zamosc ???                                                                                        |               |                           |
| Herbert Sternberg     | Schulstraße 5 ·         | Stolperstein für Herbert Sternberg     | Hier wohnte Herbert Sternberg Jg. 1917 deportiert 1942 Zamosc ???                                                                                          |               |                           |
| Ruth Sternberg        | Schulstraße 5 ·         | Stolperstein für Ruth Sternberg        | Hier wohnte Ruth Sternberg Jg. 1921 deportiert 1942 Zamosc ???                                                                                             |               |                           |
| Walter Joseph         | Weststraße 1 ·          | Stolperstein für Walter Joseph         | Hier wohnte Walter Joseph Jg. 1892 deportiert 1942 Theresienstadt ermordet 1944 in Auschwitz                                                               |               |                           |
| Rosa Plaut            | Weststraße 5 ·          | Stolperstein für Rosa Plaut            | Hier wohnte Rosa Plaut geb. Stiebel Jg. 1879 deportiert 1942 Riga ermordet                                                                                 |               |                           |
| Johanna Plaut         | Weststraße 5 ·          | Stolperstein für Johanna Plaut         | Hier wohnte Johanna Plaut Jg. 1906 deportiert 1942 Riga ermordet                                                                                           |               |                           |
| Selma Ruth Plaut      | Weststraße 5 ·          | Stolperstein für Selma Ruth Plaut      | Hier wohnte Selma Ruth Plaut Jg. 1919 deportiert 1942 Riga ermordet 1944 in Stutthof                                                                       |               |                           |
| Hugo Jacoby           | Weststraße 8 ·          | Stolperstein für Hugo Jacoby           | Hier wohnte Hugo Jacoby Jg. 1882 'Schutzhaft' 1938 Sachsenhausen deportiert 1942 Riga ermordet 27.7.1942                                                   |               |                           |
| Klara Jacoby          | Weststraße 8 ·          | Stolperstein für Klara Jacoby          | Hier wohnte Klara Jacoby geb. Levy Jg. 1894 deportiert 1942 Riga 1944 Stutthof Todesmarsch Neustadt Holstein befreit tot 20.5.1945                         |               |                           |
| Hannelore Jacoby      | Weststraße 8 ·          | Stolperstein für Hannelore Jacoby      | Hier wohnte Hannelore Jacoby Jg. 1932 deportiert 1942 Riga 1944 Stutthof Todesmarsch Neustadt Holstein befreit                                             |               |                           |
| Arthur Reinberg       | Weststraße 23 ·         |                                        | Hier wohnte Arthur Reinberg Jg. 1890 'Schutzhaft' 1938 KZ Sachsenhausen Flucht 1939 Chile                                                                  | 28. Jan. 2025 |                           |
| Johanna Reinberg      | Weststraße 23 ·         |                                        | Hier wohnte Johanna Reinberg geb. Strauss Jg. 1898 Flucht 1939 Chile                                                                                       | 28. Jan. 2025 |                           |
| Erwin Reinberg        | Weststraße 23 ·         |                                        | Hier wohnte Erwin Reinberg Jg. 1923 'Schutzhaft' 1938 KZ Sachsenhausen Flucht 1939 Chile                                                                   |               |                           |
| Rudi Reinberg         | Weststraße 23 ·         |                                        | Hier wohnte Rudi Reinberg Jg. 1925 Flucht 1939 Chile |               |                           |
| Isidor Wallach        | Weststraße 70 ·         |                                        | Hier wohnte Isidor Wallach Jg. 1884 Flucht 1938 Chile | 17. Dez. 2023 |                           |
| Irma Wallach          | Weststraße 70 ·         |                                        | Hier wohnte Irma Wallach geb. Grünewald Flucht 1938 Chile                                                                                                  | 17. Dez. 2023 |                           |
| Gerd Wallach          | Weststraße 70 ·         |                                        | Hier wohnte Gerd Wallach Jg. 1924 Flucht 1938 Chile | 17. Dez. 2023 |                           |
| Manfred Wallach       | Weststraße 70 ·         |                                        | Hier wohnte Manfred Wallach Jg. 1931 Flucht 1938 Chile | 17. Dez. 2023 |                           |
| Alfred Lifmann        | Weststraße 72 ·         | Stolperstein für Alfred Lifmann        | Hier wohnte Alfred Lifmann Jg. 1895 Flucht 1935 Holland interniert Westerbork deportiert 1943 Theresienstadt ermordet 1944 in Auschwitz                    |               |                           |
| Walter Lifmann        | Weststraße 72 ·         | Stolperstein für Walter Lifmann        | Hier wohnte Walter Lifmann Jg. 1923 Flucht 1935 Holland interniert Westerbork deportiert 1943 ermordet 1943 in Auschwitz                                   |               |                           |
| Minna Kupperschlag    | Weststraße 76 ·         |                                        | Hier wohnte Minna Kupperschlag geb. Strauss Jg. 1872 Flucht 1938 USA                                                                                       | 28. Jan. 2025 |                           |
| Henny Kupperschlag    | Weststraße 76 ·         |                                        | Hier wohnte Henny Kupperschlag Jg. 1902 Flucht 1937 Palästina                                                                                              | 28. Jan. 2025 |                           |